# Komarica (Doboj)
Komarica (szerbül: Комарица), település Bosznia-Hercegovinában, a Szerb Köztársaság északi régiójában Doboj községben. 

## Fekvése
A település Bosznia-Hercegovina északi részén, Dobojtól légvonalban 18, közúton 25 km-re északnyugatra, a Boszna-folyótól nyugatra, a Krnjin-hegység keleti lejtőin, 160-260 méteres magasságban található.

## Népessége
| Nemzetiségi csoport | Népesség 1991 | Népesség 2013 |
| ------------------- | ------------- | ------------- |
| Szerb               | 6             | 1             |
| Bosnyák             | 4             | 0             |
| Horvát              | 964           | 146           |
| Jugoszláv           | 3             | 0             |
| Egyéb               | 43            | 0             |
| Összesen            | 1020          | 147           |

## Története
A horvátok megtéríése után ez a terület Trstivica plébániához (župa) tartozott, amelynek létezését a Veliki Prnjavor területén található Szent Péter templom ásatásai is bizonyítják. A 12. században Trstivica plébániát a Vrhbosnai püspökséghez csatolták, a plébánia pedig a Kraljeva Sutjeskában található kolostorhoz tartozott. Egyes történészek szerint a régi trstivicai plébánia a mai fočai plébánia területén helyezkedett el, melyhez Komarica is hozzá tartozik. A keresztény alapokon nyugvó civilizált társadalom felépítésében Boszniában a legnagyobb érdem minden bizonnyal a ferences szerzeteseknek köszönhető, akik 1291-ben érkeztek Boszniába, majd nem sokkal később a régióba, ahol a mai napig is jelen vannak.
Bosznia 1463-as oszmán uralom alá kerülésével ez a régió a Magyar-Horvát Királyság részét képező, Mátyás király által alapított Jajcai bánság része maradt. Csak 1536-ban, Gázi Huszrev bég Szlavónia elleni támadásával került oszmán uralom alá.
Marijan Pavlović szerzetes, valamint a neretvai Jure és Pavle Papić boszniai ferencesek 1623-as jelentésében az áll, hogy a trstivicai plébánia a Kraljeva Sutjeskában (Curia Bana) található kolostorhoz tartozik. A 17. században Foča környéke a sočanicai plébániához, és talán részben a közeli majevaci plébániához tartozott. A 17. század végén az osztrák-török háború alatt az egész régió elnéptelenedett a katolikus horvátok Prekosavljébe vándorlása miatt. A katolicizmus a 18. század harmincas és negyvenes éveiben éledt újjá. Pavle Dragičević püspök jelentésében leírja, hogy 1742-ben a velikai plébániához többek között Komarica is hozzá tartozott, ahol 5 katolikus ház volt és 40 katolikus lakott. Marijan Bogdanović apostoli vikárius 1768-as jelentésében a velikai plébánia települései között megemlíti Komaricát is, 17 katolikus házzal és 187 katolikus lakossal. Az önállói fočai római katolikus plébániát 1839-ben alapították, melyhez Komaricát is hozzá csatolták.
A település 1878-ig tartozott az Oszmán Birodalomhoz, ekkor a berlini kongresszus határozata alapján az Osztrák-Magyar Monarchia része lett. 1879-ben az első osztrák-magyar népszámlálás során a Derventi járáshoz tartozó településnek 62 háztartása és 408 római katolikus lakosa volt. 1910-ben a Derventi járáshoz tartozó településen 110 háztartást, 687 római katolikus éa 11 ortodox lakost találtak. A monarchia szétesésével 1918-ban előbb a Szerb-Horvát-Szlovén Királyság, majd 1929-től a Jugoszláv Királyság része lett. 1921-ben a Derventi járáshoz tartozó községnek 796 lakosa volt, melyből 791 római katolikus és 5 ortodox volt. Az 1929-es törvény értelmében, amikor Bosznia-Hercegovinát négy banovinára, Drinskára, Vrbaskára, Zetskára és Primorskára osztották, a település a Vrbaska banovina része lett, amelynek székhelye Banja Luka volt. 
A második világháborúban Jugoszlávia megszállása után a Független Horvát Állam (NDH) része lett. A második világháború után 1992-ig a település a szocialista Jugoszlávia keretében a Bosznia-Hercegovinai Népköztársaság része volt. A boszniai háború alatt az egész falu szenvedett a szerb erőktől, amikor a közeli horvát falvakkal Foča, Johovac, Kotorsko és Bukovac településekkel együtt teljesen elpusztult. Az összes katolikus horvátot kiűzték. A „Koridor” hadművelet során Komaricán 430 házat romboltak le a szerb erők. A támadás 1992. június 8-án indult meg és az első támadások célpontjai Doboj község (Foča, Veliki Prnjavor, Johovac, Vranduk, Komarica és Bukovac falvak) és Derventa (Velika Sočanica, Modran, Cer és Plehan falvak) horvát falvai voltak. Amint azt a területet védő Horvát Védelmi Tanács (HVO) egyik tagja feljegyezte különösen heves harcok folytak Johovac faluért. A támadásba a szerbek tüzérséget és páncélosokat is bevetettek. A hadművelet egészen október 6-ig tartott, amikor Bosanski Brodot is elfoglalták a szerb alakulatok. A falu mindkét katolikus kápolnáját lerombolták a szerb erők. A boszniai háborút lezáró daytoni békeszerződés rendelkezése alapján az ország területét felosztották a Bosznia-hercegovinai Föderáció és a boszniai Szerb Köztársaság között. A békeszerződés utáni területmegosztási megállapodás értelmében a település a Boszniai Szerb Köztársasághoz és Doboj községhez került. A lakosság kis részének visszatérése 2000-ben kezdődött. 2017-ig a falu 430 lerombolt házából csak 30-at építettek újjá. Az áram bevezetésére is húsz évet kellett várni.